# Neoscona oaxacensis
Neoscona oaxacensis är en spindelart som först beskrevs av Eugen von Keyserling 1864.  Neoscona oaxacensis ingår i släktet Neoscona och familjen hjulspindlar. Inga underarter finns listade i Catalogue of Life.